# Sidnie White Crawford
Sidnie White Crawford is een Amerikaans theoloog, bijbelwetenschapper en professor emerita Klassieken en Religiestudies aan de University of Nebraska-Lincoln. Ze is gespecialiseerd in de Dode Zee-rollen en Tekstkritiek van de Hebreeuwse Bijbel. Ze heeft ook onderwezen aan St. Olaf College en Albright College. Tevens is ze gastprofessor geweest aan het Boston College.
Crawford heeft een Master of Theological Studies (MTS) van de Harvard Divinity School (1984) en een PhD van het Department of Near Eastern Languages and Civilizations van de Harvard-universiteit (1988). Haar promotor was Frank Moore Cross.
Crawford is voorzitter van de Albright Institute of Archaeological Research in Jeruzalem. Ze ontving in 2018 een eredoctoraat aan de Universiteit van Uppsala.

## Publicaties
Monografieën
- 2008 Rewriting Scripture in Second Temple Times. Grand Rapids: Eerdmans.
- 2000 The Temple Scroll and Related Texts. Sheffield: Sheffield Academic Press. Elektronisch formaat: Logos Bible Software.

Kritische Edities
- 1995 "4QDeuteronomya, c, d, f, g, i, n, o, p" Discoveries in the Judaean Desert XIV, pp. 7–8, 15-38, 45-60, 71-74, 117-136. Oxford: Clarendon Press.
- 1994 "4QReworked Pentateuch: 4Q364-367, with an appendix on 4Q365a" (met E. Tov), Discoveries in the Judaean Desert XIII, pp. 197–352. Oxford: Clarendon Press.

Commentaren
- 2013 "Esther (Greek)," in The CEB Study Bible with Apocrypha (Joel B. Green, General Editor), Nashville: Abingdon, 61AP-76AP.
- 2012 “Esther,” in The Women’s Bible Commentary, Twentieth Anniversary Edition (revised and updated; eds. Carol A. Newsom, Sharon H. Ringe and Jacqueline E. Lapsley), Louisville: Westminster/John Knox, 201-207.
- 2010 “Judith,” in New Interpreter’s Bible One Volume Commentary (eds. David L. Petersen and Beverly R. Gaventa), Nashville: Abingdon, 547-554.
- 2006 “Esther,” “Additions to Esther,” in The Harper Collins Study Bible (rev. ed.; ed. Harold Attridge). San Francisco, CA: Harper Collins.
- 2003 “Esther,” in Eerdmans Commentary on the Bible, Grand Rapids, MI: Eerdmans, 329-36.
- "Esther," "Additions to Esther," "Judith," in New Interpreter's Study Bible. Nashville, TN: Abingdon.
- 2001 "Jonah" in The HarperCollins Bible Commentary. Ed. by James L. May et al. New York: Harper Collins, pp. 656–659.
- 1999 The Book of Esther. Introduction, Commentary, and Reflections. The New Interpreter's Bible; vol. III, pp. 853–941. Nashville, TN: Abingdon. The Additions to Esther: Introduction, Commentary and Reflections. The New Interpreter's Bible; vol. III, pp. 943–72. Nashville, TN: Abingdon.
- 1998 & 1992 "Esther" in The Woman's Bible Commentary. 1st and 2nd revised edition; eds. Carol Newsom & Sharon Ringe; Louisville, KY: John Knox/Westminster.

Geredigeerde boeken
- 2007 Up to the Gates of Ekron (1 Samuel 17:52): Essays on the Archaeology and History of the Eastern Mediterranean in Honor of Seymour Gitin. Jerusalem: Israel Exploration Society (met Amnon Ben-Tor, J.P. Dessel, William G. Dever, Amihai Mazare en Joseph Aviram).
- 2003 The Book of Esther in Modern Research. London: T & T Clark (met Leonard J. Greenspoon).